# آيت إيشي (آيت رحو 1)
آيت إيشي هو دُوَّار يقع بجماعة سبت آيت رحو، إقليم خنيفرة، جهة بني ملال خنيفرة في المملكة المغربية. ينتمي الدوّار لمشيخة آيت رحو 1 التي تضم 5 دواوير. يقدر عدد سكانه بـ 1134 نسمة حسب الإحصاء الرسمي للسكان والسكنى لسنة 2004.

## وصلات خارجية
- البوابة الوطنية للجماعات الترابية
- المندوبية السامية للتخطيط